# Kasper Jensen
Kasper Jensen, född 7 oktober 1982 i Ålborg, är en dansk före detta fotbollsmålvakt.
Jensen skrev på  för 3 säsonger med Djurgårdens IF den 1 januari 2012  och lämnade därmed FC Midtjylland där han spelat säsongerna 2010/11 och 2011/12. Jensen kommer att konkurrera med Djurgårdens andra målvakt Tommi Vaiho om att ta över efter Pa Dembo Touray som lämnade klubben efter säsongen 2011.

## Meriter
- Ungdomslandskamper (U16-U19) för Danmark

## Seriematcher och mål
- 2012: 5 / 0 (Djurgården)
- 2011/12: 8 / 0 (FC Midtjylland)
- 2010/11: 4 / 0 (FC Midtjylland)